# Chapada do Norte
Chapada do Norte è un comune del Brasile nello Stato del Minas Gerais, parte della mesoregione di Jequitinhonha e della microregione di Capelinha.